# Единична матрица
Единична матрица е квадратна матрица {\displaystyle E=\{e_{ij}\}}, елементите по главния диагонал на която ({\displaystyle e_{ii}}) са равни на единицата на полето, а останалите са равни на нула.
Единичната матрица {\displaystyle n\times n} обикновено се означава с {\displaystyle E_{n}} или {\displaystyle I_{n}}.
{\displaystyle E_{1}={\begin{bmatrix}1\end{bmatrix}},\ E_{2}={\begin{bmatrix}1&0\\0&1\end{bmatrix}},\ E_{3}={\begin{bmatrix}1&0&0\\0&1&0\\0&0&1\end{bmatrix}},\ \cdots ,\ E_{n}={\begin{bmatrix}1&0&\cdots &0\\0&1&\cdots &0\\\vdots &\vdots &\ddots &\vdots \\0&0&\cdots &1\end{bmatrix}}}
Произведението на произволна матрица с единична матрица със съответния ранг дава в резултат изходната матрица:
{\displaystyle AE_{n}=A} и {\displaystyle E_{n}B=B}.